# Aarhus Universitetshospital Station
Aarhus Universitetshospital Station (også kaldet Universitetshospitalet og AU Hospital) er en letbanestation i Aarhus beliggende i forstaden Skejby. Stationen består af tre spor med to perroner mellem dem, så den både kan håndtere letbanetog, der skal videre mod nord eller syd, og dem, der ikke skal længere. Fra stationen er der gangstier til Aarhus Universitetshospital vest for stationen og erhvervsområdet ved Hedeager øst for. Desuden ligger der en nyanlagt supercykelsti langs med letbanen, begyndende ved krydset med Brendstrupgårdsvej lige syd for stationen.
Den første del af letbanen mellem Aarhus H og Universitetshospitalet åbnede den 21. december 2017. Strækningen videre til Lisbjerg åbnede 25. august 2018.
Efter at letbanen er kommet i fuld drift, kører der otte tog i timen hver retning i dagtimerne på hverdage, eller cirka et tog hver 7,5 minut, på strækningen mellem Aarhus H og Universitetshospitalet.

## Galleri
- Aarhus Universitetshospital Station i Skejby, Aarhus.
- Aarhus Universitetshospital Station i Skejby, Aarhus.
- Aarhus Universitetshospital Station i Skejby, Aarhus.
- Aarhus Universitetshospital Station i Skejby, Aarhus.